# Eddy Island
Eddy Island ist eine kleine unbewohnte Insel der Andreanof Islands, die zu den Aleuten 
gehören. 
Die etwa 800 m lange und knapp über dem Meeresspiegel gelegene Insel ist an der Westküste von Adak Island zu finden. 
Eddy erhielt 1934 seinen Namen von Mitgliedern der amerikanischen Aleuten-Expedition aufgrund starker Meeresströmungen, die um das Eiland anzutreffen sind.